# 20世纪法国哲学
20世纪法国哲学是当代哲学的一个支系。尽管第二次世界大战以前的一些哲学运动对后来的思想也有直接的影响，讨论20世纪法国哲学时，联想到的主要还是二战后的法国思想家。

## 柏格森
通常认为，亨利·柏格森（1859-1941）的著作标志了19和20世纪法国哲学之间的分水岭。他虽然尊重数学和科学，却更是法国怀疑主义运动的先驱，以科学的方法理解人类本性以及形而上学现实。比如，他认为，彼时的法国社会学家埃米尔·涂尔干所热衷的实证主义并不合宜。
与后面的哲学家不同，柏格森深受生物学影响，尤其是查尔斯·达尔文的《物种起源》，这本书正是在柏格森出生那年出版的。在这种引导下，他详细了讨论“身体”与“自己”，可以说是引出了许多基础的本体论和认识论问题，这些问题到20世纪由此得以提出。
柏格森的著作是德勒兹的主要影响来源之一。德勒兹专为他写过一本书（Bergsonism，中译本见《康德与柏格森解读》），并且在对电影的哲学分析（《电影I：运动-影像》和《电影II：时间-影像》）中发展了他的理念。

## 科学哲学
在关于数学之基础的问题上，数学家和哲学家亨利·龐加萊（1854-1912）反对伯特兰·罗素以及戈特洛布·弗雷格；此番辩论之后，许多法国哲学家开始研究科学哲学，其中有加斯东·巴什拉，他发展了关于科学进步并不连续的观点；还有卡瓦耶斯（1903-1944）、儒勒·维耶曼（1920-2001），以至乔治·康吉莱姆，后者后来对米歇尔·福柯有重要影响。在为康吉莱姆的《正常与病态》所作的导论中，福柯写道：
没有康吉莱姆，你就不能更深入地理解阿尔都塞、阿尔都塞主义，以及法国马克思主义者之间一整个系列的讨论；你就不能把握布迪厄、罗伯特·卡斯特尔、让-克洛德·帕塞龙等社会学家所特有的东西，不能把握他们在社会学中的标志性地位的缘由；你会错过理论工作之中由精神分析师作出的那一整个方面，尤其是拉康的追随者所作的。而且，在68年的运动前前后后的整个对于各种理念的讨论之中，都不难找到或近或远接受过康吉莱姆的训练的人。
到20世纪80年代，巴黎国立高等矿业学院的教师布鲁诺·拉图尔开始发展行动者网络理论，这种社会理论以及研究的途径，以其在争议之下仍然坚持非人类有行动力而著称。

## 索邦大学
许多哲学家和哲学史家执教于索邦大学、巴黎大学。其中包括：莱昂·不伦瑞克 （1869-1944）与Xavier Léon和Élie Halévy共同创办《形而上学与道德杂志》；马夏尔·盖鲁（1891-1976）；以及艾蒂安·吉尔森在法兰西学院的职位在1951年以后的继任者，费迪南·阿尔基耶、保罗·利科等。1936到1967年间，让·华尔在此任教，并把索倫·奧貝·克爾凱郭爾的哲学介绍给法国思想界。

## 个人主义
艾曼纽·穆尼埃（1905-1950）是法国个人主义运动中的精神引导者，也是运动中《精神》Esprit 杂志的创办者和编辑。穆尼埃以农民之子的出身成为了索邦的杰出学者，1929年24岁时受到法国作家夏尔·贝玑的影响，在其感召之下开创了个人主义运动。
加布里埃尔·奥诺雷·马塞尔是一位天主教存在主义先驱，创作了大约30部戏剧。他与穆尼埃的理念有很多共同之处。他们对“存在者”的评价同样受到柏格森的影响，特别是《存在之谜》Mystery of Being中。 穆尼埃和马塞尔对技术问题的兴趣推动了法国哲学的发展。

## 让-保罗·萨特与存在主义
按出生年代计算，萨特（1905–1980）是第一个真正的 20 世纪法国哲学家。他最出名的身份可能是作为剧作家、编剧、小说家和评论家。萨特大众化（并命名）了存在主义，所以，相比解构而言，外行人更加了解存在主义。现象学和马克思主义是他的另外两个主要的关注点。作为法国左派的领军人物，萨特受到处于其右翼的雷蒙德·阿隆的反对。

## 梅洛-庞蒂
莫里斯·梅洛-龐蒂（1908-1961）是法国现象学哲学家，深受埃德蒙·胡塞尔的影响。梅洛-庞蒂被归类为存在主义思想家，因为他与让-保罗·萨特和西蒙·德·波娃联系密切，以及他明显的海德格尔式存在观。

## 马克思主义哲学家
需要注意的是，许多法国哲学家对于马克思主义的看法，不仅是包括了许多不同的评价和解读，而且是在一生的时间中发生过重大的变化。例如，在萨特的一生中，他受到马克思的影响越来越多。
亚历山大·科耶夫是一位马克思主义和黑格尔主义政治哲学家，他对1930年代法国的知识分子生活以及法国人对黑格尔的阅读产生了重大影响。
路易斯·阿尔都塞是一位重要的马克思主义哲学家，作为一名結構主義者，他之于马克思主义的地位，有时被认为可以等同于拉康之于精神分析，以及克劳德·列维-施特劳斯之于民族学（尽管他们都拒绝认同）。在《列宁与哲学》中，阿尔都塞解释了列宁对辩证唯物主义和历史唯物主义的区分。他说前者是哲学，后者是科学，并声称在历史上科学总是先于哲学。他的开创性作品之一是《读〈资本论〉》（1965 年），此书系与艾蒂安·巴里巴、Roger Establet、雅克·朗西埃和Pierre Macherey合著。他反对黑格尔对于历史的目的论途径，借鉴巴什拉的“认识论断裂”概念，将哲学定义为“理论中的阶级斗争”。
同属马克思主义作家的还有昂希·列斐伏爾（1901–1999），他部分影响了情境主义者和居伊·德波，前述《社会主义还是野蛮主义》团体，阿尔都塞的学生艾蒂安·巴里巴（《马克思哲学》The Philosophy of Marx 的作者），雅克·朗西埃,也许最突出的是阿兰·巴迪欧。巴迪欧最著名的作品无疑是《存在与事件》，不过他在《共产主义假说》The Communist Hypothesis中对68年5月起义的分析也广为人知。最近，斯拉沃热·齐泽克作为斯洛文尼亚的法国式马克思主义者而声名鹊起，主要是因为他使用拉康和黑格尔重新阅读了马克思。

## 结构主义
法国哲学中的结构主义运动深受瑞士思想家费迪南德·德·索绪尔的影响。他的思想为20世纪语言学的许多重大发展奠定了基础。他被广泛认为是20世纪语言学之父。
这一思潮在克劳德-列维·施特劳斯的民族学中得到了进一步的探讨。而他的作品对雅克·德里达以及雅克·拉康等重要人物产生了重大影响。从 1963 年起，巴黎创办了Tel Quel杂志，大量涉及文本的结构主义分析。这项活动中的重要人物是该杂志的编辑Phillip Sollers，以及Julia Kristeva和罗兰·巴特、賈克·洪席耶。
雅克·拉康（1901-1981）对精神分析哲学尤为重要。他可以说是为话语心理学奠定了更加现代化的基础。

## 后结构主义
“后结构主义”与“结构主义"一样，在某些方面是一个含糊不清的术语。首先重要的是要了解思想流派的性质——它们似乎根本不是真正独立的“流派”。就像萨特对艺术的兴趣一样，这两种运动对范围很广的许多学科都很重要。例如，英语文学、文化研究、媒体研究/电影研究、人类学等等。
米歇尔·福柯（1926-1984），虽然有时被认为接近结构主义，但他很快脱离了这一运动，为符号学和历史学发展出了一种他称之为“考古学”的特殊方法。他影响广泛，著作包括《疯癫与文明》（1961）、《词与物》（1966）、《规训与惩罚：监狱的诞生》（1975）以及《性史》等。
吉尔·德勒兹与费利克斯·加塔利一起撰写了批评精神分析的《反俄狄浦斯》（1972）。德勒兹与福柯一样，是跟随喬治·巴代伊的早期尝试之后，在法国引入了对尼采的全面阅读的一位关键的思想家——巴塔耶在1936 年到1939年出版了Acéphale评论，以及另一位对尼采、Roger Caillois以及让·华尔作文本细读的Pierre Klossowski。德勒兹著有《差异与重复》、《意义的逻辑》、《斯宾诺莎：实践哲学》（1970）等书，还有关于柏格森、莱布尼茨、尼采等人的著作，以及其他有关电影的著作（《电影I：运动－影像》）。德勒兹和福柯都试图在他们的作品中远离马克思主义和精神分析的强大影响，其部分方法是通过对马克思和弗洛伊德作彻底的重新解读。
雅克·德里达是在阿尔及利亚出生的法国哲学家，被称为解构主义创始人。他卷帙浩繁的著作对欧陆哲学和文学理论都产生了深远的影响。
让-弗朗索瓦·利奥塔是一位哲学家和文学理论家。他以1970年代后期对后现代主义的阐述而闻名。
其他作者包括让·鲍德里亚，他从1970年代对消费社会的情境主义批判开始，发展到后来对仿真和虚拟现实的反思；保罗·维里利奥，哲学家和都市主义者；科尼利厄斯·卡斯托里亚迪斯，他与克劳德·莱福特共同创办《社会主义或巴巴里》；批评正统马克思主义的巴迪欧、弗朗索瓦·拉鲁埃，在1980年代开始发展了“非哲学”；菲利普·拉古·拉巴特，保罗·利科（五月风暴中南泰尔大学的校长）、伊曼纽尔·列维纳斯、文森特·德斯科姆等。

## 20世纪法国女性主义
相比英美女权主义，当代法国的女性运动（或至少那些可以归入“哲学”流派的运动）的特点是解构主义和马克思主义。主要思想家包括精神分析和文化理论家路思·伊瑞葛來（1930年生）、精神分析师和作家茱莉亞·克莉斯蒂娃（1941年生）、作家和哲学家西蒙·德·波娃、作家和文化理论家Helen Cixous以及艺术家和精神分析师布拉查·艾汀格。

## 重要影响
有人提出，理解这一时期法国哲学的一种方法是定位对其思潮最有影响的人物。主要影响主要是来自先前时代的6个德国人——黑格尔、马克思、弗洛伊德、尼采、胡塞尔、海德格尔。例如，亚历山大·科耶夫的关于《精神现象学》的讲座在30年代的巴黎轰动一时。乔治·巴塔耶斯和年轻的雅克·拉康等人参加了讲座。让·瓦尔（Jean Wahl）和让·伊波利特也在将黑格尔的演讲传播到巴黎圈子的过程中居功至伟。
马克思被介绍给了大学内外的哲学家。许多萨特和梅洛－庞蒂这样的人在纳粹占领时期的抵抗运动中成长起来，他们在此时期接触了马克思－列宁主义。
尼采的影响则通过巴塔耶和阿塞法尔（Acephale）集团，传达到福柯和德勒兹。经过数十年的纳粹统治后，这一集团为西方哲学重新宣扬了尼采的影响。
海德格尔和胡塞尔的影响首先体现在萨特和梅洛-庞蒂的存在主义现象学中。甚至西蒙·德·波伏娃的女权主义也大量借鉴了这一思潮。她用意识、时间和记忆等现象学概念来建立女性（Woman）的概念。再往后，最著名的是雅克·德里达在《语法学》（Of Grammatology）中对胡塞尔的解构。
最后，雅克·拉康以“回归弗洛伊德”（Return to Freud）的口号最为热情地拥护了弗洛伊德。拉康的演讲在巴黎知识界引起的轰动，就像亚历山大·科耶夫在上一代人中一样。起初只有临床实习生参加，随着时间的推移，拉康向各种哲学家和艺术家开放了他的研讨会。拉康的著作影响了整整一代人——路易斯·阿尔都塞在拉康中找到了谈论质询和意识形态的理论工具，最早是阿尔都塞学生的雅克·阿兰·米勒后来成为了拉康最忠实的追随者。法国女权主义者——伊里加赖、克里斯蒂娃、西苏斯以各种方式回应拉康。最著名的或许是德勒兹和加塔利的《反俄狄浦斯》，这对当时的精神分析实践提出了强烈的批判。

## 政治的作用
20 世纪的法国哲学家在他们那个时代经历了几次非常重要的政治动荡。一方面是对纳粹势力的抵抗。对于萨特和梅洛-庞蒂来说，这是与共产主义的首次接触。后来，他们都成为了法共的成员。那个时代的另一个重要政治事件是阿尔及利亚独立战争，年轻的福柯、德里达和弗朗茨·法农都参加了这场战争。虽然法共的具体作用颇有争议，但那个时代的作为政治异见者的马克思列宁主义者到了那里，帮助反抗的阿尔及利亚人。下一代人经历的重大的政治动荡无疑是1968年5月的学生工人抗议。来自索邦和高等师范学院的的年轻激进分子组织起来，到工厂鼓励工人罢工。至此，许多年轻的激进分子脱离了马克思列宁主义，转向毛主义；同时也有一些无政府主义者、托洛茨基主义者、情境主义者等参加了抗议活动。
这些事件中的每一个都塑造了这些法国哲学家写作的内容和形式。这些运动也一次又一次地质疑法国的国家、大学、帝国主义和资本主义。它们不断地为法国哲学的潮流提供动力、材料，以及结构性变化。